# Волки (Кировская область)
Волки — деревня в Котельничском районе Кировской области России. Входит в состав Вишкильского сельского поселения.

## География
Расположена примерно в 8 км к северу от села Вишкиль на берегу реки Вятка.

## История
В Списке населённых мест Вятской губернии 1859—1873 гг. — д. каз. Волковы (Волковых), Котельничский уезд, стан 1, 43 жителя.
В «Книге Вятских родов» В. А. Старостина (1891) — Волковская; Волкова, Вятская губерния, Котельнический уезд, Казаковская волость, Земцовское общество, 64 жителя.
В Списках населённых мест по церковным приходам на конец XIX — начало XX вв (1915) — деревня Волковская, Котельнический уезд, 2-й благочиннический округ. Приход — с. Вишкиль, Тихвино-Богородицкая церковь.
В Списке населённых мест Вятской губернии по переписи населения 1926 г. — дер. Волки (ова), Котельнический уезд, Котельническая волость, Земцовский сельсовет, 102 жителя.
В Списке населённых пунктов Кировской области 1939 г. и далее — деревня Волки.

## Население
| 2010 |
| ---- |
| 2    |

Население по переписи 1989 года составляло 2 человека.
Население по переписи 2010 года составляло 2 человека.